# Chinasat 3
O Chinasat 3, também conhecido por Dong Fang Hong-2A 4 (DFH-2A 4), Shiyan Tongbu Tongxing Weixing 4 (STTW-4) e Zhongxing 3 (ZX-3), foi um satélite de comunicação militar geoestacionário chinês que foi baseado na plataforma DFH-2 Bus.

## Lançamento
O satélite foi lançado com sucesso ao espaço no dia 04 de fevereiro de 1990, por meio de um veiculo Longa Marcha 3 lançado a partir do Centro Espacial de Xichang, na China. Ele tinha uma massa de lançamento de 441 kg.